# Oscar Temaru
Oscar Temaru (Tahiti, 1. studenoga 1944.) francuski političar i predsjednik Francuske Polinezije.

## Životopis
Oscar Temaru rođen je 1. studenog 1944. godine na otoku Tahitiju. Obrazovao se u Papeeteu. Po ocu je Tahićanin, a po majci s Kukovih otoka, ali ima i kineskih korijena.